# Diocesi di Tubune di Numidia
La diocesi di Tubune di Numidia (in latino Dioecesis Thubunensis in Numidia) è una sede soppressa e sede titolare della Chiesa cattolica.

## Storia
Tubune di Numidia, identificabile con le rovine di Tobna, nel comune di Bitam nell'odierna Algeria, è un'antica sede episcopale della provincia romana di Numidia.
Sono noti quattro vescovi di questa diocesi. San Nemasiano prese parte al concilio di Cartagine convocato il 1º settembre 256 da san Cipriano per discutere della questione relativa alla validità del battesimo amministrato dagli eretici, e figura al 5º posto nelle Sententiae episcoporum. Subì la persecuzione anticristiana e fu condannato ai lavori forzati dopo essere stato accecato; la sua memoria è ricordata nel martirologio romano alla data del 10 settembre assieme ad altri martiri africani.
Alla conferenza di Cartagine del 411, che vide riuniti assieme i vescovi cattolici e donatisti dell'Africa romana, presero parte il cattolico Cresconio e il donatista Protasio. Cresconio è probabilmente lo stesso vescovo di Villa del Re, che fin dal 393 aveva tentato di occupare anche la sede di Tubune di Numidia, malgrado diversi concili regionali avessero condannato il suo operato.
Ultimo vescovo noto di questa diocesi è Reparato, il cui nome appare al 72º posto nella lista dei vescovi della Numidia convocati a Cartagine dal re vandalo Unerico nel 484; Reparato, come tutti gli altri vescovi cattolici africani, fu condannato all'esilio.
Dal XIX secolo Tubune di Numidia è annoverata tra le sedi vescovili titolari della Chiesa cattolica; dal 13 febbraio 2024 il vescovo titolare è Simon Peter Kamomoe, vescovo ausiliare di Wote.

## Cronotassi

### Vescovi residenti
- San Nemasiano † (menzionato nel 256)
- Cresconio † (menzionato nel 411)
  - Protasio † (menzionato nel 411) (vescovo donatista)
- Reparato † (menzionato nel 484)

### Vescovi titolari
- Frederico Benício de Souza e Costa † (16 aprile 1914 - 26 marzo 1938 deceduto)
- Manuel Larraín Errázuriz † (7 maggio 1938 - 21 gennaio 1939 succeduto vescovo di Talca)
- Antoine Everard Jean Avertanus Albers, O.Carm. † (15 marzo 1939 - 3 gennaio 1961 nominato vescovo di Malang)
- André van den Bronk, S.M.A. † (13 febbraio 1962 - 10 febbraio 1964 nominato vescovo di Parakou)
- Antoine-Marie Cazaux † (4 luglio 1967 - 10 dicembre 1970 dimesso)
- Harold William Henry, S.S.C.M.E. † (28 giugno 1971 - 1º marzo 1976 deceduto)
- Héctor Manuel Rivera Pérez † (11 giugno 1979 - 9 aprile 2019 deceduto)
- Simon Peter Kamomoe, dal 13 febbraio 2024